# Santiago de Anaya
Santiago de Anaya è un comune del Messico, situato nello stato di Hidalgo.